# Albert Adu Boahen
Albert Kwadwo Adu Boahen, né le 24 mai 1932 et mort le 24 mai 2006, est un universitaire, historien et homme politique ghanéen. Il est universitaire à l'Université du Ghana de 1959 à 1990, à partir de 1971 en tant que professeur. En tant qu'homme politique, il est candidat à l'élection présidentielle ghanéenne de 1992, représentant le principal parti d'opposition, le Nouveau Parti patriotique.

## Biographie

### Jeunesse et formation
Albert Adu Boahen est né à Oseim de parents presbytériens et a ses racines ancestrales à Juaben dans la région d'Ashanti. Il a fréquenté des écoles religieuses entre 1938 et 1947. Il est allé à l'école Mfantsipim à Cape Coast avant d'aller à l'University College of the Gold Coast, aujourd'hui Université du Ghana, à Legon, pour étudier l'histoire. Il obtient son diplôme en 1956. En 1959, il obtient un doctorat en histoire africaine de l'École d'études orientales et africaines de Londres, devenant ainsi le premier Ghanéen diplômé.

### Académicien
Il est employé à l'Université du Ghana en 1959 et devient professeur de 1971 jusqu'à sa retraite en 1990. Il a présidé le département d'histoire de cette université de 1967 à 1975, en tant que premier Africain à le faire, et est doyen de 1973 à 1975. Il a également siégé au comité de rédaction du Journal of African History publié par Cambridge University Press, et est chercheur invité dans des institutions telles que l'Université nationale australienne en 1969, l'Université Columbia en 1970 et l'Université d'État de New York en 1990 et 1991. Entre 1993 et 1999, il a également travaillé au sein du comité de l'UNESCO qui a publié l'ouvrage en huit volumes Histoire générale de l'Afrique.

### Politique
Les travaux universitaires de Boahen ont eu des répercussions sur la politique. En février 1988, il a donné une conférence publique sur l'histoire du Ghana de 1972 à 1987. C'est pour cela qu'on lui attribue le mérite d'avoir brisé la soi-disant « culture du silence » qui a marqué le régime du président Jerry Rawlings, qui était en poste sans interruption depuis 1981. Les conférences, initialement tenues au British Council Hall à Accra, ont été publiées en 1998 sous le titre The Ghanaian Sphinx: The Contemporary History of Ghana 1972–1987.
En 1990, il cofonde le Mouvement pour la liberté et la justice et en a été le premier président. L’interdiction des partis politiques au Ghana a été levée en 1992. Lors de l'élection présidentielle de 1992, Boahen était le candidat du Nouveau Parti patriotique (NPP), avec Roland Issifu Alhassan comme colistier à la vice-présidence. Boahen a perdu contre Jerry Rawlings, mais a reçu 30,4 % des voix. En raison de son mécontentement face à des fraudes électorales présumées lors de cette élection, Boahen a boycotté les élections parlementaires de 1992. Lors de l'élection présidentielle de 1996, John Kufuor set présenté comme candidat du NPP et obtient de meilleurs résultats que Boahen, recueillant 39,6 % des voix. En 1998, Boahen tente de se présenter à nouveau comme candidat du Nouveau Parti Patriotique à l'élection présidentielle, mais c'est Kufour qui est choisi à sa place. Finalement, Kufour remporte l'élection présidentielle de 2000 et devient président.
Boahen s’est prononcé contre l’histoire marxiste dès le début de sa carrière. Politiquement, il se décrivait comme « un démocrate libéral, un partisan de la liberté de l'individu, du bien-être des gouvernés, de l'entreprise privée et de l'économie de marché ».

### Postérité et mort
Boahen est membre de l'Académie des Arts et des Sciences du Ghana, et en 2003 un Festschrift intitulé Ghana in Africa and the World a été publié, édité par Toyin Falola. L'UNESCO lui a décerné la médaille d'argent Avicenne.
Boahen est décédé le 24 mai 2006, le jour de son 74e anniversaire. Il laisse dans le deuil son épouse Mary Adu Boahen et ses cinq enfants. Jerry Rawlings faisait partie des personnes en deuil qui ont rendu visite à sa famille. Il a eu droit à des funérailles nationales et, en juin 2006, il a été décoré à titre posthume de l'Ordre de l'Étoile du Ghana. John Kufour a inauguré une Journée nationale des distinctions honorifiques le 30 juin et plusieurs autres personnes ont reçu l'Ordre. Ses racines remontent à Osiem, un village de la région orientale du Ghana où se trouve le bâtiment du conseil régional. Son fils Charles Adu Boahen a été nommé vice-ministre des Finances du Ghana en 2017 par le président Nana Addo Akufo-Addo,,,,. Charles a été démis de ses fonctions à la suite d'allégations de corruption.